# Неготино (община Врабчище)
 Тази статия е за селото в Полога.  За едноименния град в Северна Македония вижте Неготино.  За град Неготин в Сърбия вижте Неготин.
Неготино (понякога Неготин, на македонска литературна норма: Неготино; на албански: Negotina, Неготина, или Negotinë, Неготинъ) е село в община Врабчище, Северна Македония.

## География
Селото е разположено на 10 км северно от Гостивар в източното подножие на планината Шар, на десния бряг на река Маздрача.

## История
В обобщен списък на джизието на немюсюлманите от вилаета Калканделен от 18 юли 1628 година селото е отбелязано като „Неготин с друго име Мерми“, с 20 ханета (домакинства).
В края на XIX век Неготино е преобладаващо албанско село в Гостиварска нахия на Тетовска каза на Османската империя. Според статистиката на Васил Кънчов („Македония. Етнография и статистика“) в 1900 година Неготино има 32 жители българи християни и 200 арнаути мохамедани. Според патриаршеския митрополит Фирмилиан в 1902 година в Неготин има 7 сръбски патриаршистки къщи.
В 1913 година селото попада в Сърбия. Според Афанасий Селишчев в 1929 година Неготин е село в Сенокоска община в Долноположкия срез и има 129 къщи с 943 жители албанци.
До 2004 година Неготино е център на самостоятелна община Неготино. Днес селото е населено изключително от албанци.
Според преброяването от 2002 година селото има 3673 жители.
| Националност | Всичко |
| македонци    | 0      |
| албанци      | 3659   |
| турци        | 1      |
| роми         | 0      |
| власи        | 0      |
| сърби        | 1      |
| бошняци      | 1      |
| други        | 11     |

## Личности
Родени в Неготино
- Насер Адеми (1965 - 2001), командир на Освободителната национална армия, в селото има негов паметник